# لار، هند
لار (به انگلیسی: Lar) یک منطقهٔ مسکونی در هند است که در بخش دوریا واقع شده‌است. لار ۶۲ متر بالاتر از سطح دریا واقع شده‌است.